# Akelarre Tour
Akelarre Tour fue la primera gira de conciertos de la cantante Lola Índigo. Tras su breve paso por Operación Triunfo 2017, este tour forma parte de la promoción de su primer disco en el mercado: Akelarre (publicado en mayo de 2019).
La gira promocional se compone de tres etapas. La primera de ellas, que es la más corta, se desarrolla en 2018 con algunos conciertos en grandes festivales (CCME) y citas promocionales muy puntuales. La tercera de ellas comienza en mayo de 2019 con el lanzamiento oficial del disco.

## Repertorio
A continuación, se expone el repertorio del primer concierto de la tercera etapa de la gira celebrado el 4 de mayo de 2019 en el Fibes de Sevilla. Las canciones cantadas por la artista de Operación Triunfo 2017 fueron:
1. Mujer bruja.
2. Maldición.
3. Inocente.
4. Subliminal.
5. Amor Veneno.
6. El Humo.
7. No Se Toca.
8. Borracha (Remix).
9. Game Over.
10. Fuerte.
11. Ya no quiero ná.

A continuación, se expone el repertorio de los conciertos de la tercera etapa celebrados en 2020.
1. 4 Besos.
2. Mala Cara.
3. Lola Bunny.
4. Inocente.
5. Me Quedo.
6. Trendy.
7. Malo (Cover de Mala Rodríguez).
8. Amor Veneno.
9. No Se Toca.
10. Mujer Bruja.
11. Maldición.
12. El Humo.
13. Autoestima (Remix).
14. Game Over.
15. Fuerte.
16. Ya No Quiero Ná.

## Fechas
| Fecha                                       | Ciudad                  | País           | Recinto                             | Información                                 |
| Primera etapa.                              | Primera etapa.          | Primera etapa. | Primera etapa.                      | Primera etapa.                              |
| ------------------------------------------- | ----------------------- | -------------- | ----------------------------------- | ------------------------------------------- |
| 28 de julio de 2018                         | Málaga                  | España         | Sacaba Beach                        | CCME On The Beach                           |
| 14 de septiembre de 2018                    | Madrid                  | España         | Centro Comercial Islazul            | [ 5 ]                                       |
| 28 de septiembre de 2018                    | Lérida                  | España         | Sala Biloba                         | [ 6 ]                                       |
| 6 de octubre de 2018                        | Madrid                  | España         | WiZink Center                       | CCME                                        |
| 11 de octubre de 2018                       | Adeje                   | España         | Plaza de España                     | [ 8 ]                                       |
| 12 de octubre de 2018                       | Castalla                | España         | Recinto Ferial de Castalla          | [ 9 ]                                       |
| Segunda etapa: Índigo Tour.                 |                         |                |                                     |                                             |
| 3 de noviembre de 2018                      | Granada                 | España         | Sala Aliatar                        | [ 10 ]                                      |
| 9 de noviembre de 2018                      | Barcelona               | España         | Sala Bikini                         | [ 11 ]                                      |
| 16 de noviembre de 2018                     | Madrid                  | España         | Sala Shoko                          | [ 12 ]                                      |
| 23 de noviembre de 2018                     | Valencia                | España         | Sala Repvblicca                     |                                             |
| 24 de noviembre de 2018                     | Fuenterrabía            | España         | Itsas Etxea Auditoriuma             | [ 13 ]                                      |
| 30 de noviembre de 2018                     | Sevilla                 | España         | Antique Theatro                     | [ 14 ]                                      |
| 1 de diciembre de 2018                      | Málaga                  | España         | Eventual Music                      | [ 15 ]                                      |
| 14 de diciembre de 2018                     | Jerez de la Frontera    | España         | Babú Big Show                       | [ 16 ]                                      |
| 15 de diciembre de 2018                     | Jaén                    | España         | Sala Kharma                         | [ 17 ]                                      |
| 22 de diciembre de 2018                     | Tabernas                | España         | Teatro Municipal de Tabernas        | [ 18 ]                                      |
| 16 de febrero de 2019                       | Pedrola                 | España         | Nuevo Pabellón Polideportivo        | [ 19 ]                                      |
| 16 de febrero de 2019                       | Zaragoza                | España         | Supernova Club                      |                                             |
| 22 de febrero de 2019                       | Los Llanos de Aridane   | España         | Recinto del Carnaval                |                                             |
| 24 de febrero de 2019                       | Madrid                  | España         | Sala Joy Eslava                     | Churros Star Festival                       |
| 2 de marzo de 2019                          | Collado Villalba        | España         | Finca La Malvaloca                  | [ 21 ]                                      |
| 16 de marzo de 2019                         | Játiva                  | España         | Tremenda Club                       | [ 22 ]                                      |
| 23 de marzo de 2019                         | Toledo                  | España         | Sala Área 42                        | [ 23 ]                                      |
| 30 de marzo de 2019                         | Málaga                  | España         | Auditorio Municipal de Málaga       | Festival Primavera                          |
| 12 de abril de 2019                         | Valencia                | España         | Multiespai La Punta                 | Paellas Universitarias                      |
| 13 de abril de 2019                         | Arguineguín             | España         | Escenario Calle José Manuel Santana | Mogán Joven                                 |
| 20 de abril de 2019                         | Teruel                  | España         | Pabellón de Fiestas                 | [ 27 ]                                      |
| 27 de abril de 2019                         | Torrejón de Ardoz       | España         | Recinto Ferial de Torrejón          | Dance Park Festival                         |
| 2 de mayo de 2019                           | Cullera                 | España         | Paseo Doctor Alemany                | [ 29 ]                                      |
| Tercera etapa: Akelarre Tour (2019 y 2020). |                         |                |                                     |                                             |
| 4 de mayo de 2019                           | Sevilla                 | España         | Auditorio FIBES                     | [ 30 ]                                      |
| 10 de mayo de 2019                          | Granada                 | España         | Palacio de Congresos de Granada     | [ 31 ]                                      |
| 11 de mayo de 2019                          | Alcobendas              | España         | Recinto Ferial Parque Andalucía     | [ 32 ]                                      |
| 8 de junio de 2019                          | Los Palomos (Badajoz)   | España         | Escenario Alcazaba                  | [ 33 ]                                      |
| 21 de junio de 2019                         | Alicante                | España         | Passeig de Gómiz                    | [ 34 ]                                      |
| 28 de junio de 2019                         | Barcelona               | España         | Poble Espanyol                      | Share Festival                              |
| 29 de junio de 2019                         | Cortes                  | España         | Espacio Holika                      | Holika Festival                             |
| 2 de julio de 2019                          | Teruel                  | España         | Exterior del Palacio de Congresos   | [ 37 ]                                      |
| 12 de julio de 2019                         | Fuenlabrada             | España         | Centro Comercial Plaza Loranca 2    | [ 38 ]                                      |
| 13 de julio de 2019                         | Baracaldo               | España         | Herriko Plaza                       | [ 39 ]                                      |
| 15 de julio de 2019                         | Ciudad Real             | España         | Explanada Auditorio La Granja       | LOS40 Summer Live                           |
| 16 de julio de 2019                         | Badajoz                 | España         | Auditorio del Recinto Ferial        | LOS40 Summer Live                           |
| 19 de julio de 2019                         | Gandía                  | España         | Puerto de Gandía                    | Pirata Rock Festival                        |
| 21 de julio de 2019                         | Santander               | España         | Campos del Malecón                  | Hoky Popi Music                             |
| 22 de julio de 2019                         | Valencia                | España         | Plaza del Ayuntamiento              | LOS40 Summer Live                           |
| 25 de julio de 2019                         | Barbate                 | España         | Puerto de Barbate                   | Cabo de Plata Festival                      |
| 26 de julio de 2019                         | Villanueva de la Serena | España         | Anexo Estadio Villanovense          | [ 42 ]                                      |
| 27 de julio de 2019                         | Castelldefels           | España         | Platja de Castelldefels             | LOS40 Summer Live                           |
| 28 de julio de 2019                         | Tosa de Mar             | España         | Avenida de Catalunya                | LOS40 Summer Live                           |
| 30 de julio de 2019                         | Zarauz                  | España         | Malecón de Zarauz                   | LOS40 Summer Live                           |
| 3 de agosto de 2019                         | Burriana                | España         | Playa del Arenal                    | Arenal Sound                                |
| 4 de agosto de 2019                         | Vall de Uxó             | España         | Estadio Municipal José Mangriñán    | [ 44 ]                                      |
| 12 de agosto de 2019                        | Gijón                   | España         | Playa de Poniente                   | [ 45 ]                                      |
| 13 de agosto de 2019                        | San Sebastián           | España         | Explanada de Sagüés                 | [ 46 ]                                      |
| 18 de agosto de 2019                        | Pontevedra              | España         | Plaza de España                     | [ 47 ]                                      |
| 23 de agosto de 2019                        | Antequera               | España         | Caseta Municipal                    | [ 48 ]                                      |
| 7 de septiembre de 2019                     | Alcalá de Henares       | España         | Palacio Arzobispal                  | Conciertos de la Muralla                    |
| 14 de septiembre de 2019                    | Madrid                  | España         | Recinto Mad Cool-Valdebebas         | CCME                                        |
| 15 de septiembre de 2019                    | Yecla                   | España         | Real de la Feria de Yecla           | [ 51 ]                                      |
| 20 de septiembre de 2019                    | Villanueva y Geltrú     | España         | La Daurada Beach Club               |                                             |
| 27 de septiembre de 2019                    | Torrijos                | España         | Recinto Ferial Maesa                | [ 52 ]                                      |
| 28 de septiembre de 2019                    | Córdoba                 | España         | Teatro de la Axerquía               | [ 53 ]                                      |
| 3 de octubre de 2019                        | Soria                   | España         | Plaza Mayor                         | [ 54 ]                                      |
| 4 de octubre de 2019                        | Madrid                  | España         | IFEMA                               | Festival Madrid Salvaje                     |
| 11 de octubre de 2019                       | Oropesa del Mar         | España         | Recinto Multiusos de Oropesa        | [ 56 ]                                      |
| 12 de octubre de 2019                       | Zaragoza                | España         | Plaza del Pilar                     | Fiestas del Pilar                           |
| 18 de octubre de 2019                       | San Pedro Alcántara     | España         | Caseta Municipal                    | [ 58 ]                                      |
| 24 de octubre de 2019                       | Quito                   | Ecuador        | Ágora Casa de la Cultura            | [ 59 ]                                      |
| 26 de octubre de 2019                       | Guayaquil               | Ecuador        | Coliseo Voltaire Paladines Polo     |                                             |
| 2 de noviembre de 2019                      | Bogotá                  | Colombia       | Astrobar                            |                                             |
| 30 de noviembre de 2019                     | Salt                    | España         | Sala La Mirona                      | [ 60 ]                                      |
| 8 de agosto de 2020                         | Castellón               | España         | Real Club Náutico de Castellón      | Festival Mar De Sons                        |
| 10 de agosto de 2020                        | Marbella                | España         | Starlite Festival                   |                                             |
| 15 de agosto de 2020                        | Rosas                   | España         | Ciudadela de Rosas                  | Festival Sons del Mon                       |
| 28 de agosto de 2020                        | Avilés                  | España         | Centro Niemeyer                     | Actuación de 2 canciones debido a la lluvia |
| 29 de agosto de 2020                        | Pamplona                | España         | Navarra Arena                       |                                             |